# Вассіан (Чудновський)
Вассіан (Чудновський) (в миру Василь Іванович Чудновський; 28 грудня 1805, Білопілля — 15 січня 1883, Перм) — український релігійний діяч, церковний педагог. Ректор Чернігівської духовної семінарії у часи св. Філарета Гумілевського. Магістр богослов'я. Один із послідовних українофілів серед російських православних архієреїв ХІХ століття.

## Біографія
Народився 1803 в колишньому сотенному козацькому центрі — місті Білопілля, при самому кордоні Росії. Син місцевого священика, що прищепив своєму синові виразний український патріотизм. 1827 року закінчив курс Харківського колегіуму, а також Київську духовну академію (1831). Там же 1829 року пострижений у чернецтво, а відразу по отриманню диплому висвячений у сан ієромонаха .
Інспектор Волинської духовної семінарії. З 1833 року — інспектор Олонецької духовної семінарії у місті Петроскої (Карелія). З 1842 року — інспектор, а з 1846 року — ректор Астраханської духовної семінарії.
Лише 1854 року йому вдалося повернутися в Україну — він стає ректором Чернігівської духовної семінарії та настоятелем Єлецького монастиря. Перебуваючи багато років у фіно-угорських, великоруських і татарських землях Росії він скрізь виказував український патріотизм, і за рідкісним уже в ті роки правилом говорив по-українськи за межами України.
У характері єпископа Вассіана сучасники також відзначали сміливість, прямоту і критичність по відношенню до великоросійського духовенства. Особливо різко він говорив про місцевого владику Філарета (Гумілевського) — росіянина за національністю. Як вважали, саме за висміювання «кацапів» на адміністративних церковних посадах його відсторонили з посади ректора, а 1860 примусили виїхати до Ніжина — настоятелем Ніжинського Благовіщенського монастиря. Вже наступного року він є настоятелем Новгород-Сіверського Спасо-Преображенського монастиря.
21 листопада 1866 року Вассіан Чудновський хіротонізований на єпископа Єкатеринбурзького, вікарія Пермської єпархії синодальної РПЦ. На Єкатеринбурзькій кафедрі єпископ Вассіан користувався неабиякою владою і як архіпастир і як тямущий адміністратор, хоча кафедра і була вікарною.
З 9 вересня 1876 року — єпископ Пермський і Верхотурський РПЦ.
Зовні преосвященний Вассіан був завжди бадьорим, здоровим і зовсім сивим. Не припиняв і в Сибіру говорити «по-малоросійськи», що відзначали його сучасники.
Помер 3 січня 1883 року в Пермі.